# Lamprostola aglaope
Lamprostola aglaope là một loài bướm đêm thuộc phân họ Arctiinae, họ Erebidae.